# ایوو دانئو
ایوو دانئو (اسلوونیایی: Ivo Daneu؛ زادهٔ ۶ اکتبر ۱۹۳۷) بازیکن بسکتبال اسلوونیایی‌تبار اهل یوگسلاوی است.
وی در مسابقات کشوری و بین‌المللی در مجموع برندهٔ ۲ مدال طلا، ۶ مدال نقره، ۱ مدال برنز شده‌است.